# Теліуку-Суперіор
Теліуку-Суперіор (рум. Teliucu Superior) — село у повіті Хунедоара в Румунії. Входить до складу комуни Теліуку-Інферіор.
Село розташоване на відстані 289 км на північний захід від Бухареста, 19 км на південь від Деви, 131 км на південний захід від Клуж-Напоки, 127 км на схід від Тімішоари.

## Населення
За даними перепису населення 2002 року у селі проживали 306 осіб, з них 301 особа (98,4%) румунів. Рідною мовою 301 особа (98,4%) назвала румунську.